# Пенна-Сант-Андреа
Пенна-Сант-Андреа (итал. Penna Sant'Andrea) — коммуна в Италии, располагается в регионе Абруццо, в провинции Терамо.
Население составляет 1714 человека (2008 г.), плотность населения составляет 156 чел./км². Занимает площадь 11 км². Почтовый индекс — 64039. Телефонный код — 0861.

## Демография
Динамика населения:

## Администрация коммуны
- Официальный сайт: http://www.psa.it/ Архивная копия от 2 апреля 2010 на Wayback Machine